# Takumi Nagura
Takumi Nagura (jap. 名倉 巧, Nagura Takumi; * 3. Juni 1998 in Tokio, Präfektur Tokio) ist ein japanischer Fußballspieler.

## Karriere
Takumi Nagura erlernte das Fußballspielen in den Jugendmannschaften vom FC Leezu und dem FC Tokyo sowie der Schulmannschaft der Kokugakuin Kugayama High School. Seinen ersten Vertrag unterschrieb er 2017 beim FC Ryūkyū. Der Verein, der in der Präfektur Okinawa beheimatet ist, spielte in der dritthöchsten Liga des Landes, der J3 League. Nach einer Saison wechselte er 2018 zu V-Varen Nagasaki. Mit dem Klub aus Nagasaki spielte er in der ersten Liga. Ende 2018 musste er mit dem Verein den Weg in die Zweitklassigkeit antreten. Am 1. Februar 2022 wechselte er auf Leihbasis zum Erstligaabsteiger Vegalta Sendai nach Sendai. Für Sendai bestritt er 31 Zweitligaspiele. Nach der Ausleihe kehrte er im Januar 2023 zu V-Varen zurück.